# 內策河
53°21′40″N 10°18′25″E / 53.361155°N 10.306914°E

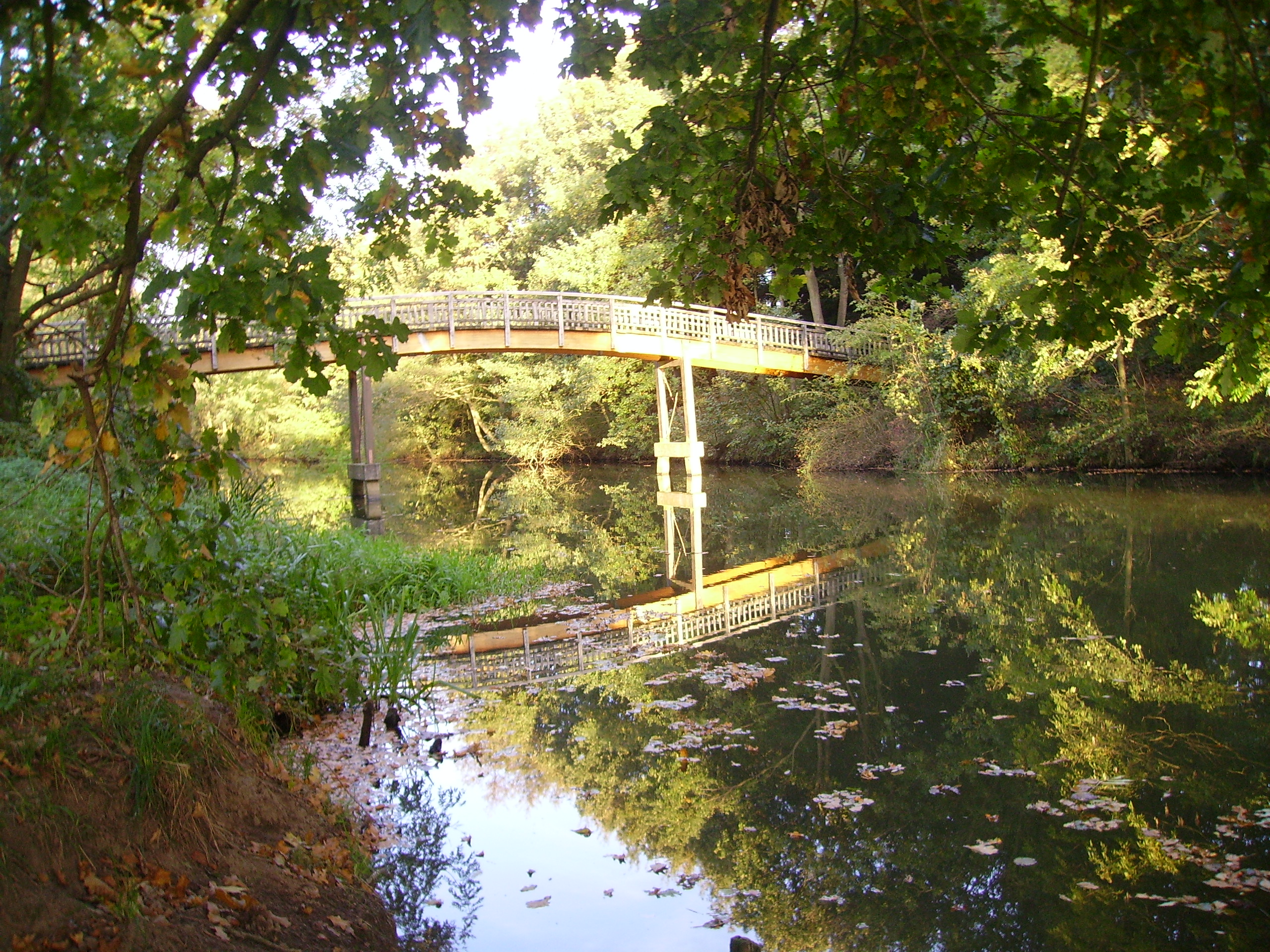
內策河

內策河（德語：Neetze），是德國的河流，位於該國西北部，由下薩克森州負責管轄，屬於伊爾默瑙河的左支流，河道全長42公里，流域面積244平方公里，河口處在盧厄河畔溫森附近。